# Antonino Tripepi
Antonino Tripepi (Reggio Calabria, 26 dicembre 1868 – Reggio Calabria, 23 agosto 1948) è stato uno storico italiano.

## Biografia
Antonino Tripepi, originario di Reggio Calabria, fu inizialmente funzionario dell'Archivio Provinciale di Bari, Tripepi divenne direttore dell’Archivio potentino con delibera del Consiglio provinciale di Potenza del 15 agosto 1897 e prese effettivamente possesso dell’ufficio il 22 ottobre 1897.
Tripepi fu un grande animatore culturale: celebre la sua controversia polemica con Giambattista Guarini a proposito dell'arte melfitana e la sua lunga direzione del giornale "Il Lucano", oltre al fatto che negli anni Venti fu redattore capo del quotidiano "Giornale di Basilicata".
Dopo essere stato a Reggio Calabria, nel quadriennio 1932-1936, fu poi trasferito a Cosenza, dove ebbe l'importante incarico di Commissario Civile per gli Affari della Sila.
Antonino Tripepi era affiliato alla massoneria, in particolare alla Loggia M. Pagano, e divenne direttore dell'Archivio di Stato di Potenza nel 1897, con delibera del Consiglio Provinciale di Potenza.
Sotto la sua direzione, protrattasi fino al 1929, l'Istituto archivistico conobbe un fervore di attività mai prima sperimentato, che valse a rivalutarne il ruolo, da mero luogo di conservazione a centro propulsore di studi e di ricerche, anche grazie alla pubblicazione della prima rivista di studi storici della provincia, la "Rivista storica lucana", diretta dallo stesso Tripepi. Il mensile, il cui primo numero vide la luce nel mese di dicembre del 1900, si proponeva, tra gli scopi principali, "quello di raccogliere dai vari archivi della Basilicata i più notevoli documenti storici e di offrirli agli studiosi". La rivista non ebbe vita lunga e cessò di essere pubblicata dopo i primi quattro numeri.

## La direzione dellaRivista Storica Lucana
Da direttore della Rivista Storica Lucana, Tripepi cura personalmente la redazione di due articoli.
Nel primo lo storico esprime le sue considerazioni riguardo a un documento del 1808, rinvenuto nell'Archivio Provinciale di Basilicata, intitolato Rapporto sull'operato della famiglia Addone nel 1799. A partire da questo documento, nell'articolo in più puntate intitolato Calunniati del 1799?, Tripepi descrive l'operato di Nicola Addone a Potenza nei confronti del brigantaggio e il risarcimento delle famiglie danneggiate dal fenomeno. Egli, inoltre, tratta i vari assassinii compiuti dai briganti, facendo i loro nomi. Gli aguzzini avevano esposto le teste in pubblica piazza. Anche lo stesso Addone era in pericolo, ma non fuggì, bensì cercò di adescare alcuni assassini e briganti con del denaro, per poi massacrarli e ucciderli, anche con l'aiuto delle donne della famiglia, che occultarono i corpi e cancellarono le tracce di sangue. Altri briganti, credendo che i loro compagni stessero saccheggiando la tenuta degli Addone, si diedero all'assalto. Trovarono tuttavia il portone chiuso, e mentre si accingevano a darlo alle fiamme furono sorpresi da una moltitudine di colpi, sparati dalle finestre della tenuta, e uccisi. I 17 cadaveri dei briganti vennero esposti in piazza al posto delle vittime precedenti e la municipalità fu ripristinata. Nella continuazione dell'articolo, Tripepi dà alla famiglia Addone il merito di aver evitato eccidi da parte di briganti nel 1799 e smentisce le voci riguardo alla corruzione di Nicola Addone nell'esercitare la carica di Ricevitore generale della Provincia. Infatti viene riportato un decreto del Ministro delle Finanze del 18 dicembre 1872 con cui vengono annullate due inscrizioni ipotecarie del 1811 a danno di Nicola Addone e Filippo Abbamonte, rinnovate decennalmente fino al 28 marzo 1872 e poi solo per Nicola Addone, in seguito al riconoscimento della regolarità dei conti e della presenza di nessun debito nei confronti dello Stato da parte di quest'ultimo nella gestione delle sue tenute.

## Opere
- I rr. educatorii femminili di Napoli, Potenza, Tip. Garramone e Marchesiello, 1899.
- Melchiorre Delfico e Giuseppe M.a Giovene: lettere inedite di Melchiorre Delfico, in "Rivista Abruzzese", XIX (1904), 2.
- Istituzioni pie per la provincia di Basilicata, Potenza, Tip. Garramone e Marchesiello, 1905.
- Enigmi ed enigmofili della Divina Commedia: le "suppe" e il "515", in "Rivista Abruzzese di Scienze, Lettere ed Arti", 1 (1906).
- Cenni biografici su Saverio De Bonis: Saverio De Bonis e il comitato di Pietragalla, in S. De Bonis, La disfatta dei briganti a Pietragalla, Roma, Tip. Righetti, 1912, pp. 47–53.
- Curiosità storiche di Basilicata, Potenza, Tip. Garramone e Marchesiello, 1916.
- Lo stemma e il gonfalone della città di Reggio, Messina, La Sicilia, 1935.
- Diego Vitrioli, Lord Elgin, Il Museo Britannico, Reggio Calabria, Tip. Francesco Morello, 1939.